# Lost and Forgotten
„Lost and Forgotten” (engleză pentru Pierdut și uitat) este un cântec interpretat de Piotr Nalici alături de formația sa, care a reprezentat Rusia la Concursul Muzical Eurovision 2010. Cântecul a fost selectat pe 7 martie 2010 dintre cele 25 participante la selecția națională rusă, Евровидение 2010 (Ievrovidienie 2010).